# Piura (stad)
Piura is een stad in de gelijknamige provincie in Peru. Deze stad is 973 kilometer ten noorden van de hoofdstad Lima gelegen. 
De stad is de zetel van het rooms-katholieke aartsbisdom Piura. 
Piura behaalt een gemiddelde temperatuur per jaar van ongeveer 24 graden Celsius. In de zomer kan de temperatuur er oplopen tot 40 graden Celsius.

## Bestuurlijke indeling
Deze stad (ciudad) bestaat uit twee districten, gescheiden door een rivier:
- Castilla
- Piura (hoofdplaats van de provincie)

## Geboren
- Luis Miguel Sánchez Cerro (1889-1933), president van Peru (1930-1931, 1931-1933)
- Juan Velasco Alvarado (1910-1977), president van Peru (1968-1975)
- Arturo Woodman Pollit (1931-2023), bouwondernemer, politicus en sportbestuurder
- Marisol Espinoza Cruz (1967), politicus

Arequipa · Ayacucho · Cajamarca · Chiclayo · Chimbote · Chincha Alta · Cuzco · Huancayo · Huánuco · Huaraz · Ica · Iquitos · Juliaca · Lima · Pisco · Piura · Pucallpa · Puno · Sullana · Tacna · Tarapoto · Trujillo · Tumbes